# Berlingen, Vulkaneifel
Berlingen là một đô thị ở huyện Vulkaneifel, trong bang Rheinland-Pfalz, phía tây nước Đức. Đô thị này có diện tích 3,59 km², dân số thời điểm ngày 31 tháng 12 năm 2006 là 200 người.